# Дампьер, Огюст Анри Мари Пико
Огюст Мари Анри Пико, маркиз Дампьер (фр. Auguste Marie Henri Picot Dampierre; 19 августа 1765 — 9 мая 1793) — французский дивизионный генерал, отличился, под командой Дюмурье, в сражении при Жемаппе (1792 год); начальствовал затем французскими форпостами и должен был прикрывать осаду Маастрихта, но вследствие перевеса сил австрийцев был разбит при Альденховене.
В несчастной для французов битве при Неервиндене командовал центром.
Когда Дюмурье изменил Франции, Дампьер выказал себя надежным республиканцем и получил главное начальство над французской армией. Вследствие настойчивых требований комиссаров конвента действовать наступательно, Дампьер настиг союзников при Кьеврене. В этой битве ядро оторвало ему ногу, и он умер через два дня. Конвент поместил его тело в Пантеоне.